# 중세 저지 독일어
중세 저지 독일어 (독일어: Mittelniederdeutsch, 네덜란드어: Middelnederduits, 영어: Middle Low German)는 저지 독일어의 발달 단계이다. 이 언어는 중세의 고대 작센어에서 발전했으며 1225/34년경(Sachsenspiegel, 작센슈피겔, 작센 거울) 이후 서면으로 문서화되었다. 한자 동맹 시대(약 1300년부터 약 1600년까지) 동안 중세 저지 독일어는 중부 유럽 북부의 주요 문자 언어였으며 유럽 북부에서는 링구아 프랑카 역할을 했다. 이는 중세 라틴어와 병행하여 외교 및 부동산 양도문서 (deed) 목적으로도 사용되었다.

## 같이 보기
- 고대 고지 독일어 (Old High German, Althochdeutsch)
- 고대 작센어 (고대 색슨어, 고대 저지 독일어, Old Saxon, Old Low German, altsächsische Sprache, altniederdeutsche Sprache)
- 중세 고지 독일어 (Middle High German, Mittelhochdeutsch)
- 고지 독일어 (High German, Hochdeutsch)
- 저지 독일어 (Low German, Niederdeutsch, Plattdeutsch)